# The Lexicon of Love
Albums de ABC
Beauty Stab
(1983)
Singles
1. Tears Are Not Enough
Sortie : octobre 1981
2. Poison Arrow
Sortie : février 1982
3. The Look of Love
Sortie : mai 1982
4. All of My Heart
Sortie : août 1982

The Lexicon of Love est le premier album du groupe britannique ABC sorti en 1982. Produit par Trevor Horn, il inclut notamment le tube The Look of Love.
Il connaît un important succès, se classant en tête des ventes au Royaume-Uni et en Nouvelle-Zélande. Album emblématique du groupe, il est cité dans l'ouvrage Les 1001 albums qu'il faut avoir écoutés dans sa vie.
Selon le leader du groupe, Martin Fry, même si l'on retrouve un thème commun dans les chansons (les déboires amoureux du chanteur), il ne s'agit pas pour autant d'un album-concept.

## Liste des titres
Toutes les chansons sont écrites et composées par  Martin Fry, David Palmer, Stephen Singleton et Mark White sauf mentions.

### Face 1
1. Show Me – 4:02
2. Poison Arrow (Fry/Palmer/Singleton/White/Mark Lickley) – 3:24
3. Many Happy Returns – 3:56
4. Tears Are Not Enough (Fry/Singleton/White/Lickley/David Robinson) – 3:31
5. Valentine's Day – 3:42

### Face 2
1. The Look of Love (Part One) (Fry/Palmer/Singleton/White/Lickley) – 3:26
2. Date Stamp – 3:51
3. All of My Heart – 5:12
4. 4 Ever 2 Gether (Fry/Palmer/Singleton/White/Anne Dudley) – 5:30
5. The Look of Love (Part Four) (Fry/Palmer/Singleton/White/Lickley) – 1:02

## Classements et certifications
| Classement (1982-1983)         | Meilleure place |
| ------------------------------ | --------------- |
| Allemagne (Media Control AG)   | 23              |
| Australie (Kent Music Report)  | 9               |
| Canada (Canadian Albums Chart) | 3               |
| États-Unis (Billboard 200)     | 24              |
| Norvège (VG-lista)             | 13              |
| Nouvelle-Zélande (RIANZ)       | 1               |
| Pays-Bas (Mega Album Top 100)  | 16              |
| Royaume-Uni (UK Albums Chart)  | 1               |
| Suède (Sverigetopplistan)      | 3               |

| Pays        | Certfications |
| ----------- | ------------- |
| Canada      | Platine       |
| États-Unis  | Or            |
| Royaume-Uni | Platine       |

## Composition du groupe
- Martin Fry : chant
- David Palmer : batterie, percussions
- Stephen Singleton : saxophone alto et tenor
- Mark White : guitares, claviers

- Mark Lickley : basse sur les titres Poison Arrow, Tears Are Not Enough, The Look of Love (Part One), The Look of Love (Part Four)

Musiciens additionnels
- Anne Dudley : claviers, orchestration
- Brad Lang : basse
- J. J. Jeczalik : Fairlight
- Kim Wear : trompette
- Andy Gray : trombone
- Luis Jardim : percussions
- Tessa Webb : chant
- Gaynor Sadler : harpe
- Karen Clayton : voix